# Balocerus brooksi
Balocerus brooksi är en insektsart som beskrevs av Webb 1983. Balocerus brooksi ingår i släktet Balocerus och familjen dvärgstritar. Inga underarter finns listade i Catalogue of Life.